# Vetus latina

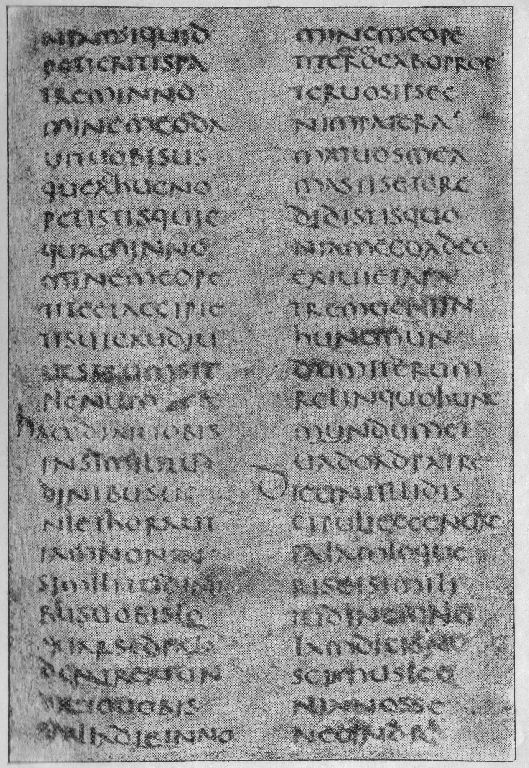
Pagina del Codex Vercellensis, contenente il Vangelo secondo Giovanni, 16,23-30

Vetus latina (espressione latina traducibile in italiano con «Antica latina») è la denominazione convenzionale utilizzata per indicare tutte le diverse traduzioni della Bibbia in lingua latina fatte da vari autori in vari ambiti, dal II al IV secolo, precedenti cioè la Vulgata , la traduzione della Bibbia in lingua latina curata da Sofronio Eusebio Girolamo.

## Caratteristiche
Prima della Vulgata, oltre a numerose traduzioni parziali, esistevano anche due traduzioni della Bibbia complete: una, originata in Africa, ricevette il nome di Afra; l'altra, usata in Occidente, deve essere probabilmente identificata con l'Itala di cui parla Agostino d'Ippona.
«In ipsis autem interpretationibus, Itala ceteris praeferatur; nam est verborum tenacior cum perspicuitate sententiae.» (De Doctrina Christiana, II, 15)
La lingua di partenza di questi testi è sempre il greco antico, quella di arrivo un latino ricco di inserti popolari. La loro qualità è perciò molto variabile. Agostino preferì l'Itala ad ogni altra traduzione latina. 

## Edizioni
Il testo, ricostruito a partire dai testi patristici e pochi manoscritti integrali, viene edito dai monaci di Beuron dal 1954 in poi.